# Lezione di storia
Lezione di storia (Old Glory) è un film del 1939 diretto da Chuck Jones. È un cortometraggio d'animazione della serie Merrie Melodies, uscito negli Stati Uniti il 1º luglio 1939. Primo corto di Jones con protagonista Porky Pig, Lezione di storia rappresenta anche la prima apparizione del personaggio in Technicolor a tre colori. Dal 1996 viene distribuito col titolo Vecchie glorie.
A differenza di gran parte dei corti animati Warner Bros., Lezione di storia non è un film comico ma educativo, di tema patriottico. Fu infatti proiettato in anteprima tre giorni prima del giorno dell'Indipendenza al prestigioso Carthay Circle Theatre (anziché al Warner Bros. Theater di Hollywood Boulevard come al solito), prima del film Tramonto, venendo accolto positivamente da critica e pubblico. Fu quindi rieditato con il marchio "Blue Ribbon" per due volte, il 25 agosto 1945 e il 12 settembre 1953. Nel 2010 fu selezionato per l'inclusione nel libro di Jerry Beck The 100 Greatest Looney Tunes Cartoons.

## Trama
Porky Pig deve imparare il Pledge of Allegiance, ma presto si annoia e si addormenta. In sogno gli appare lo Zio Sam, che per fargli capire l'importanza della libertà su cui si fonda la nazione, gli insegna la storia degli Stati Uniti dal periodo coloniale attraverso la corsa di mezzanotte di Paul Revere e la guerra d'indipendenza americana, fino all'espansione del West e alla presidenza di Abraham Lincoln. Al risveglio, Porky scatta sull'attenti e recita il Pledge of Allegiance davanti alla bandiera degli Stati Uniti d'America che sventola.

## Produzione
Il cartone animato fu commissionato dalla Warner Bros. come controparte per una serie di cortometraggi in live-action sul patriottismo e la storia statunitense. Gli fu quindi dedicata particolare attenzione, senza badare a spese. A differenza dello stile normalmente impiegato dallo studio, l'animazione del cortometraggio è realistica e fa ampio uso del rotoscopio. La scena in cui Patrick Henry conclude il suo celebre discorso fu ricalcata dal cortometraggio storico Give Me Liberty (1936), mantenendone anche l'audio con la voce dell'attore John Litel. Altre scene furono ricalcate dal corto The Declaration of Independence (1938). Entrambi avevano vinto l'Oscar al miglior cortometraggio. Nel film furono inoltre utilizzate molte tonalità diverse di inchiostri colorati. Lo Zio Sam ha toni diversi sul cappello, sulla barba, sul viso e sui vestiti. Tutti gli altri personaggi vennero trattati in modo simile. Anche la durata, che nei cortometraggi dello studio solitamente non superava i sette minuti, in questo caso fu estesa a nove.

## Distribuzione

### Edizione italiana
La prima edizione italiana del corto, doppiata a Milano, fu realizzata per la distribuzione in VHS nel 1986. Due anni dopo il corto fu ridoppiato dalla C.D.C. per la trasmissione sulle reti Rai. Nel 1996, sempre per la trasmissione televisiva, il film fu ridoppiato nuovamente dalla Angriservices Edizioni sotto la direzione di Renzo Stacchi. Tuttavia per le trasmissioni su Italia 1 è stata successivamente ripristinata la prima edizione, incluso il master non restaurato e privo dei primi due cartelli dei titoli di testa. Non essendo stata registrata una colonna internazionale, in tutti i casi fu sostituita la musica presente durante i dialoghi (nel primo doppiaggio la scena della corsa di mezzanotte fu invece doppiata parzialmente in oversound).

### Edizioni home video

#### VHS
America del Nord
- Porky Pig Cartoon Festival featuring "Tom Turk and Daffy" (1986)
- Porky Pig and Company (1990)
- The Golden Age of Looney Tunes Volume 5: Chuck Jones (1992)

Italia
- Pallino (ottobre 1986)

#### Laserdisc
- The Golden Age of Looney Tunes (11 dicembre 1991)

#### DVD e Blu-ray Disc
Il corto fu pubblicato in DVD-Video in America del Nord nel terzo disco della raccolta Looney Tunes Golden Collection: Volume 2 (intitolato Tweety and Sylvester and Friends) distribuita il 2 novembre 2004, in cui è visibile anche con un commento audio di Jerry Beck e Martha Sigall (che vi lavorò come inchiostratrice); per l'occasione fu eseguito un restauro che, pur mantenendo i titoli di testa della riedizione Blue Ribbon, ripristinò i titoli di coda originali (in sovrimpressione sulla bandiera). Il DVD fu pubblicato in Italia il 16 marzo 2005 nella collana Looney Tunes Collection, col titolo Titti e Silvestro. In America del Nord fu inserito anche nel primo disco della raccolta DVD Looney Tunes Spotlight Collection Volume 2, uscita il 2 novembre 2004. La versione non restaurata fu invece inclusa come estra (in inglese sottotitolato) nella prima edizione DVD de Il conte di Essex, uscita in America del Nord il 19 aprile 2005 e in Italia il 23 giugno; Fu poi incluso (nuovamente col commento audio) nel primo disco della raccolta Looney Tunes Platinum Collection: Volume One, uscita in America del Nord in Blu-ray Disc il 15 novembre 2011 e in DVD il 3 luglio 2012. Il BD fu ristampato il 10 gennaio 2012 col titolo Looney Tunes Showcase. Fu quindi inserito (nuovamente col commento audio) nel terzo disco della raccolta DVD Porky Pig 101, uscita in America del Nord il 19 settembre 2017, e infine come extra nell'edizione BD de Il conte di Essex, uscita in America del Nord il 18 maggio 2021.